# Campeonato Europeo de Judo de 1985
El XXXIII Campeonato Europeo de Judo se celebró en dos sedes distintas: el campeonato masculino en Hamar (Noruega) entre el 9 y el 12 de mayo y el femenino en Landskrona (Suecia) entre el 15 y el 17 de mayo de 1985 bajo la organización de la Unión Europea de Judo (EJU).

## Medallistas

### Masculino
| Evento            | Oro                           | Plata                         | Bronce                                                    |
| ----------------- | ----------------------------- | ----------------------------- | --------------------------------------------------------- |
| –60 kg            | Jazret Tletseri URSS          | Gheorghe Dani Rumania         | Patrick Roux · Francia · Carlos Sotillo Martínez · España |
| –65 kg            | Cornel-Ilie Șerban Rumania    | Marc Alexandre Francia        | Jörgen Häggqvist · Suecia · Andreas Paluschek · RDA       |
| –71 kg            | Tamaz Namgalauri URSS         | Bertalan Hajtós · Hungría     | Kerrith Brown Reino Unido Richard Melillo Francia         |
| –78 kg            | Neil Adams Reino Unido        | Waldemar Legień · Polonia     | Michel Nowak · Francia · Per Kjellin · Suecia             |
| –86 kg            | Vitali Pesniak URSS           | Michael Bazynski RFA          | Gueorgui Petrov · Bulgaria · Peter Seisenbacher · Austria |
| –95 kg            | Robert Van de Walle · Bélgica | Roger Vachon Francia          | Günther Neureuther RFA Andreas Preschel RDA               |
| +95 kg            | Grigori Verichev URSS         | Alexander von der Groeben RFA | Juha Salonen · Finlandia · Dragan Kusmuk · Yugoslavia     |
| Categoría abierta | Alexander von der Groeben RFA | Jabil Biktashev URSS          | Andrzej Basik · Polonia · Elvis Gordon · Reino Unido      |

### Femenino
| Evento            | Oro                               | Plata                      | Bronce                                                          |
| ----------------- | --------------------------------- | -------------------------- | --------------------------------------------------------------- |
| –48 kg            | Marie-France Colignon Francia     | Birgit Friedrich RFA       | Anna Chodakowska · Polonia · Ann-Marie Briody · Reino Unido     |
| –52 kg            | Pascale Doger Francia             | Tipi Kantojärvi · Suecia   | Karen Briggs · Reino Unido · Edith Hrovat · Austria             |
| –56 kg            | Béatrice Rodriguez Francia        | Gerda Winklbauer · Austria | Maria Gontowicz-Szałas · Polonia · Diane Bell · Reino Unido     |
| –61 kg            | Bogusława Olechnowicz · Polonia   | Gabi Ritschel RFA          | Ann De Brabandere · Bélgica · Ann Hughes · Reino Unido          |
| –66 kg            | Brigitte Deydier Francia          | Roswitha Hartl · Austria   | Elisabeth Karlsson · Suecia · María del Carmen Bellón · España  |
| –72 kg            | Ingrid Berghmans · Bélgica        | Barbara Claßen RFA         | Natalina Lupino · Francia · Karin Posch · Austria               |
| +72 kg            | Sandra Bradshaw Reino Unido       | Anne Åkerblom · Finlandia  | Marjolein van Unen · Países Bajos · Maria Teresa Motta · Italia |
| Categoría abierta | Marjolein van Unen · Países Bajos | Karin Posch · Austria      | Beata Maksymow · Polonia · Theresa Hayden · Reino Unido         |

## Medallero
| Núm. | País         | Oro | Plata | Bronce | Total |
| ---- | ------------ | --- | ----- | ------ | ----- |
| 1    | Francia      | 4   | 2     | 4      | 10    |
| 2    | URSS         | 4   | 1     | 0      | 5     |
| 3    | Reino Unido  | 2   | 0     | 7      | 9     |
| 4    | Bélgica      | 2   | 0     | 1      | 3     |
| 5    | RFA          | 1   | 5     | 1      | 7     |
| 6    | Polonia      | 1   | 1     | 4      | 6     |
| 7    | Rumania      | 1   | 1     | 0      | 2     |
| 8    | Países Bajos | 1   | 0     | 1      | 2     |
| 9    | Austria      | 0   | 3     | 3      | 6     |
| 10   | Suecia       | 0   | 1     | 3      | 4     |
| 11   | Finlandia    | 0   | 1     | 1      | 2     |
| 12   | Hungría      | 0   | 1     | 0      | 1     |
| 13   | RDA          | 0   | 0     | 2      | 2     |
| 13   | España       | 0   | 0     | 2      | 2     |
| 15   | Bulgaria     | 0   | 0     | 1      | 1     |
| 15   | Italia       | 0   | 0     | 1      | 1     |
| 15   | Yugoslavia   | 0   | 0     | 1      | 1     |
|      | TOTAL        | 16  | 16    | 32     | 64    |